# Lorenzo Gandolfo
Lorenzo Gandolfo (Mantova, 11 gennaio 1878 – La Spezia, 3 luglio 1916) è stato un militare italiano, decorato della medaglia d'oro al Valor Militare.

## Biografia
Il capitano di Corvetta Gandolfo fu un ufficiale della Regia Marina, appartenente alla Direzione di Artiglieria dell'Arsenale Marittimo di Venezia. Nel 1916 venne trasferito alla Sottodirezione di Munizionamento di La Spezia. Qui morì durante la prima guerra mondiale mentre cercava di spegnere un incendio scoppiato a bordo di un convoglio carico di munizioni al "Pontile Pirelli" nel quartiere Pagliari. Gandolfo, nonostante la drammaticità della situazione, coordinò con lucidità le operazioni di messa in sicurezza dell'area salvando così molte vite umane. Nonostante gli sforzi, l'ufficiale di marina perì insieme ai suoi uomini nella grande esplosione causata dall'incendio Fu insignito della medaglia d'oro al Valor Militare. Venne sepolto nel cimitero di Castellucchio.